# 埃尔日别塔·克热辛斯卡
埃尔日别塔·克热辛斯卡（波蘭語：Elżbieta Krzesińska，1934年11月11日—2015年12月29日），旧姓敦斯卡（Duńska），波兰女子田径运动员。她曾代表波兰参加1952年、1956年和1960年夏季奥林匹克运动会田径比赛，获得一枚金牌和一枚银牌。